# .225 Winchester

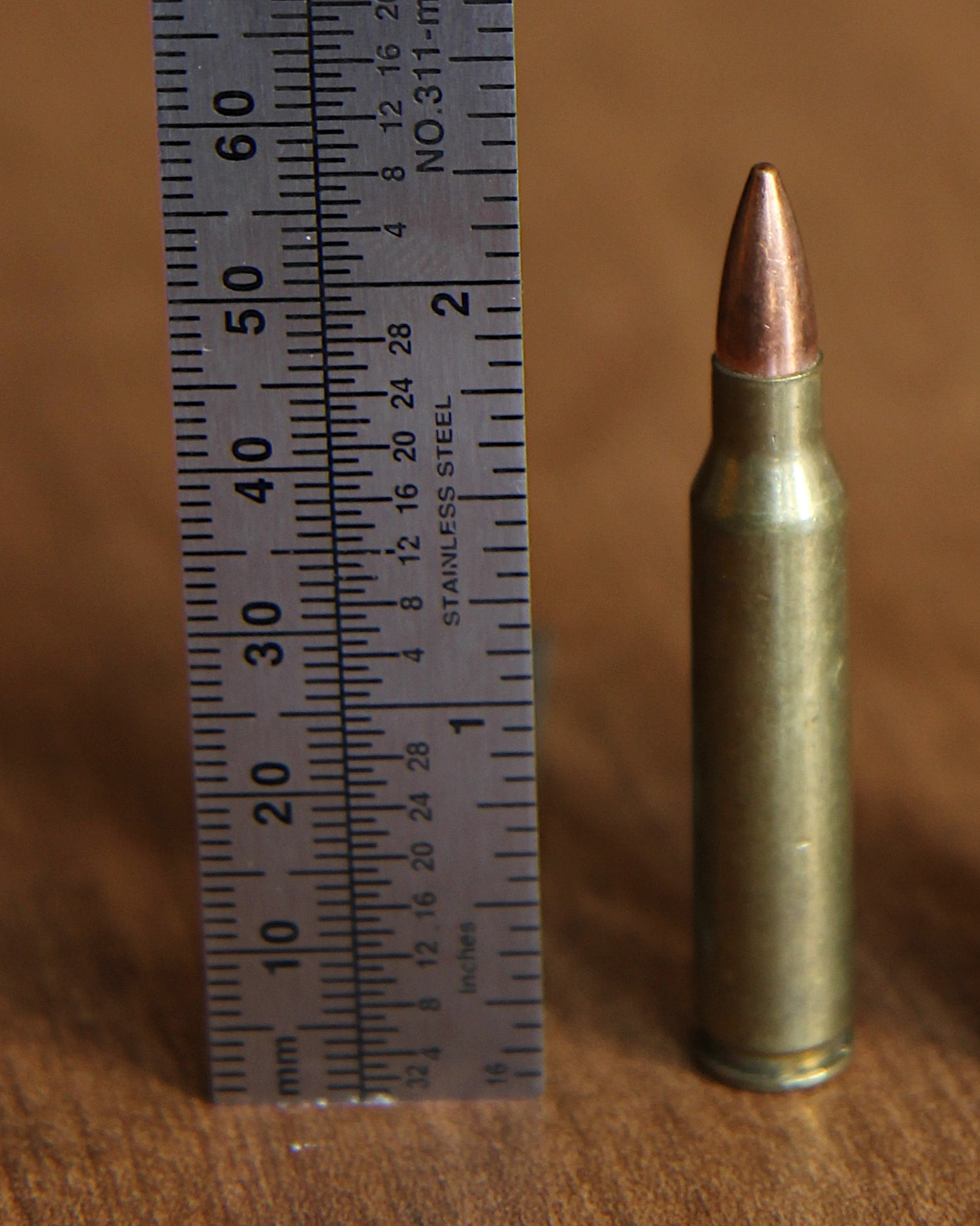
Um cartucho .225 Winchester.

O .225 Winchester é um cartucho de fogo central de rifle de calibre .225 pol. (5,7 mm), lançado em 1964 pela Winchester Repeating Arms Company.

## Características
Com base no estojo do .219 Zipper, mas com um diâmetro de aro reduzido para caber na face do ferrolho comum de .473", ele deveria substituir o cartucho .220 Swift, que tinha reputação de queimar canos. Apesar de seu design cônico moderno, esse cartucho foi eclipsado pelo mais antigo .22-250 Remington, que se tornou um cartucho wildcat bastante popular logo após o seu lançamento comercial, um ano depois.
O .225 Winchester era o cartucho padrão de fábrica para os rifles da Winchester (Model 70 e Model 670) e Savage (Model 340), todos produzidos comercialmente com câmaras em .225 Winchester eram por ação de ferrolho ou por ação basculante. A Winchester parou de produzir rifles com câmaras para o .225 Winchester em 1971, porém a produção sazonal de munição já carregada e estojos isolados continua. Matrizes (dies) para  recarga manual desse cartucho estão prontamente disponíveis.
O estojo do .225 Winchester é um "estojo pai" para alguns dos cartuchos da linha populares da linha "JDJ" da SSK Industries projetados por J. D. Jones, escolhidos por sua resistência e design "semi-aro" que o torna adequado para uso em armas de ação basculante.